# Gibsonia (Pensilvania)
Gibsonia es un lugar designado por el censo ubicado en el condado de Allegheny en el estado estadounidense de Pensilvania. En el año 2010 tenía una población de 2733 habitantes.

## Geografía
Gibsonia se encuentra ubicado en las coordenadas 40°37′56″N 79°58′6″O / 40.63222, -79.96833.. Según la Oficina del Censo de los Estados Unidos, Gibsonia tiene una superficie total de 3,84 mi² (9,9 km²), de la cual 3,84 mi² (9,9 km²) corresponden a tierra firme y 0 mi² (0 km²) es agua.